# GmbH & Co. KGaA
Die GmbH & Co. KGaA (kurz für Gesellschaft mit beschränkter Haftung & Compagnie Kommanditgesellschaft auf Aktien) ist eine Kommanditgesellschaft auf Aktien (KGaA), deren Komplementär (persönlich haftender Gesellschafter) eine Gesellschaft mit beschränkter Haftung (GmbH) ist. Durch die Wahl dieser Mischform lässt sich die Haftung der Kommanditgesellschaft auf das Vermögen der GmbH beschränken, ohne die Rechtsform der Kommanditgesellschaft auf Aktien aufgeben zu müssen. Die Kommanditisten dieser Gesellschaft sind weiterhin die Kommanditaktionäre der KGaA.
Dabei ist die GmbH & Co. KGaA eine relativ junge Gesellschaftsform, da in der Rechtswissenschaft lange Zeit umstritten war, ob eine juristische Person (GmbH) persönlich haftender Gesellschafter einer KGaA sein kann. Erst der bestätigende Beschluss des Bundesgerichtshofes vom 24. Februar 1997, Az.: II ZB 11/96 schuf Rechtssicherheit und verhalf der GmbH & Co. KGaA so zu einer gewissen praktischen Relevanz.
Zu den Unternehmen, die diese Rechtsform (wegen der 50+1-Regel) gewählt haben, zählen beispielsweise die Lizenzspielerabteilungen mehrerer Vereine der Fußball-Bundesliga, sowie der 3. Liga, wie die von Borussia Dortmund und Arminia Bielefeld. Beispiele für Unternehmen aus anderen Branchen sind der Konfitürenhersteller Schwartauer Werke, der Arzneimittelhersteller Merz Pharma, der Outdoorausrüster Jack Wolfskin, das Medienunternehmen Funke Mediengruppe, die Paulaner Brauerei Gruppe der Krankenhausbetreiber Asklepios Kliniken und der wissenschaftliche Verlag Wiley-VCH Verlag.